# Palumbina
Palumbina là một chi bướm đêm thuộc họ Gelechiidae.

## Các loài
- Palumbina guerinii (Stainton, 1858)